# 百尺観音 (相馬市)
百尺観音（ひゃくしゃくかんのん）は、福島県相馬市日下石にある磨崖仏である。制作から管理まで、宗教法人や行政ではなく民間が行なっている。

## 概要

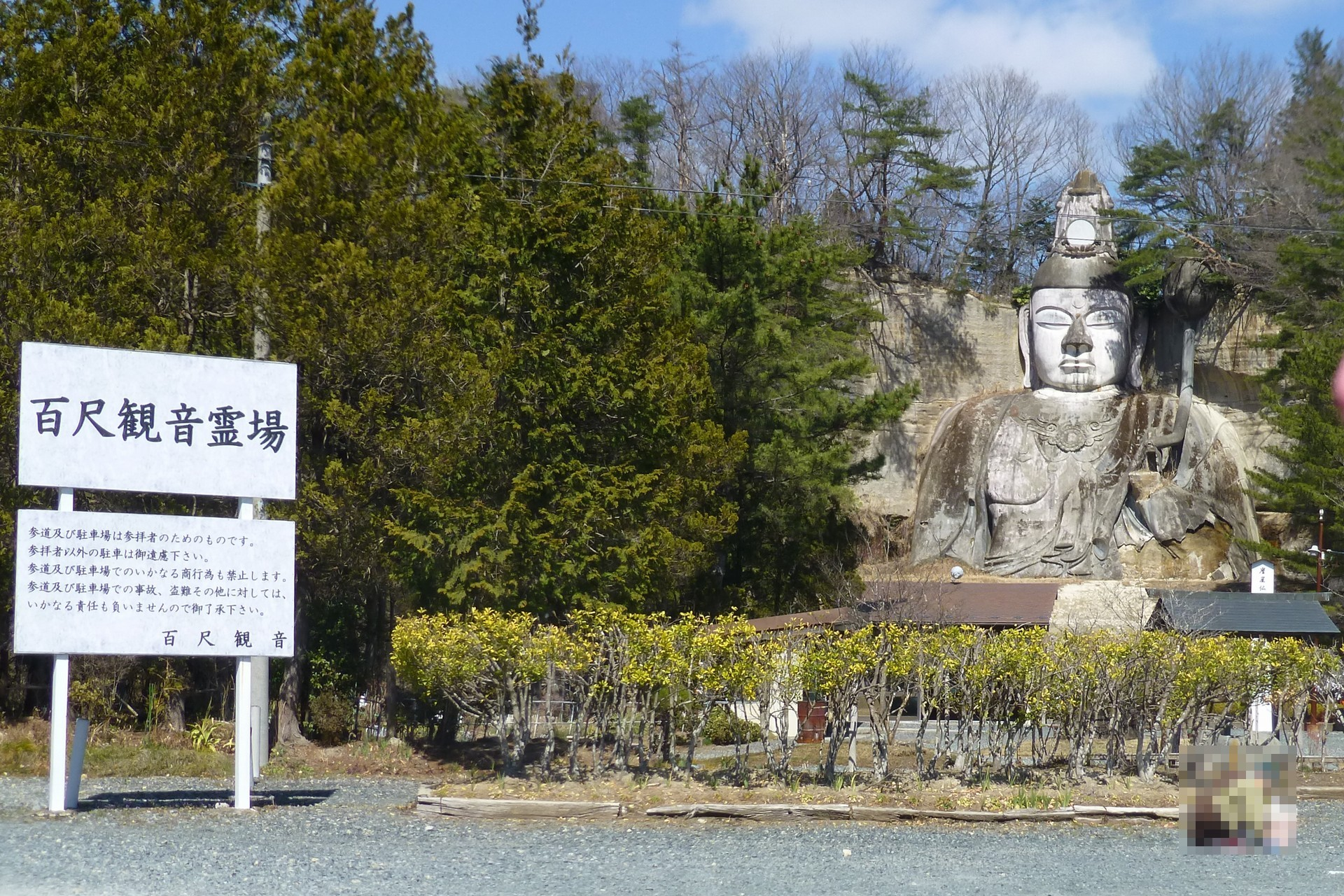
百尺観音

地元の仏師である荒嘉明が、諸国遊歴の後、「千体の仏像を作るより生涯一仏一体」と決意し、建立に着手したのが始まりである。
昭和6年（1931年）に着手してからは嘉明は制作に身を投じ、昭和33年（1958年）には八十八尺になった観音像の開眼式が行なわれた。しかし、30余年の年月を費やし1人で掘り続けた嘉明であったが、完成を見ないまま昭和38年（1963年）に62歳で他界した。
二代目（荒保彦）が制作を引き継ぎ、崩れやすい砂岩の磨崖仏にモルタル加工を施すなど、観音像の建設を進めた。しかし、昭和55年（1980年）に53歳の若さで亡くなった。
さらに、三代目（荒嘉道）が継承し、参道や境内などの周辺を整備した。また、平成23年（2011年）の東日本大震災では、左手の落下やモルタルの剥離などの被害が出たことから修理を行なっていたが、平成25年（2013年）に58歳で他界した。
現在は、四代目の荒陽之輔が引き継ぎ、観音像の制作を行なっている。着工から100年となる令和13年（2031年）までの完成を目指し、整備を進めている。
現在の高さは88尺（約27ｍ）であるが、未完の台座部分が完成すれば118尺（約36ｍ）となり、日本一の磨崖仏となる。
平成30年（2018年）7月5日のテレビ朝日系列「ナニコレ珍百景」では、親子4代で制作を受け継いできたエピソードが再現ドラマ形式で放送された。再現ドラマでは、地元福島県出身の斉藤暁とあばれる君が演じた。

## 施設
- 売店
- 無料駐車場（30台）

## 周辺
- 道の駅そうま
- 国道6号
- 国道6号相馬バイパス

## アクセス
- 福島県相馬市日下石字高根沢686
- JR常磐線日立木駅から徒歩30分
- JR常磐線相馬駅から車で10分
- 常磐自動車道・東北中央自動車道相馬ICから車で10分